# Стефан Петтерссон
Стефан Петтерссон (швед. Stefan Pettersson; нар. 22 березня 1963, Вестерос, Швеція) — шведський футболіст, що грав на позиції нападника.
Насамперед відомий виступами за клуб «Аякс», а також національну збірну Швеції.
П'ятиразовий чемпіон Швеції. Дворазовий чемпіон Нідерландів. Дворазовий володар Кубка УЄФА.

## Клубна кар'єра
У дорослому футболі дебютував 1980 року виступами за команду клубу «Вестерос», в якій провів один сезон, взявши участь у 31 матчі чемпіонату.
Згодом з 1982 по 1988 рік грав у складі команд клубів «Норрчепінг» та «Гетеборг». Протягом цих років виборов титул володаря Кубка УЄФА.
Своєю грою за останню команду привернув увагу представників тренерського штабу клубу «Аякс», до складу якого приєднався 1988 року. Відіграв за команду з Амстердама наступні шість сезонів своєї ігрової кар'єри. Більшість часу, проведеного у складі «Аякса», був основним гравцем атакувальної ланки команди. У складі «Аякса» був одним з головних бомбардирів команди, маючи середню результативність на рівні 0,51 голу за гру першості. За цей час додав до переліку своїх трофеїв ще один титул володаря Кубка УЄФА.
Завершив професійну ігрову кар'єру у клубі «Гельсінгборг», за команду якого виступав протягом 1994—1998 років.

## Виступи за збірну
У 1983 році дебютував в офіційних матчах у складі національної збірної Швеції. Протягом кар'єри у національній команді, яка тривала 11 років, провів у формі головної команди країни 31 матч, забивши 4 голи.
У складі збірної був учасником чемпіонату світу 1990 року в Італії.

## Титули і досягнення
- Чемпіон Швеції (5):

«Гетеборг»: 1984, 1987, 1994, 1995, 1996
- Чемпіон Нідерландів (2):

«Аякс»: 1989-90, 1993-94
- Володар Кубка Нідерландів (1):

«Аякс»: 1992-93
- Володар Суперкубка Нідерландів (1):

«Аякс»: 1993
- Володар Кубка УЄФА (2):

«Гетеборг»: 1986-87
«Аякс»: 1991-92